# عدنان وحود
عدنان وحّود: عالم ومخترع سوري من مواليد أيار/مايو 1951 في مدينة دمشق. وهو من من عائلة ذات ثمانية أولاد كان سادسهم. والده كان يعمل على النول العربي. درس الثانوية الصناعية وتخرّج منها عام 1970م حاملا شهادة «البكالوريا الصناعية في حرفة النسيج». سافر بعدها إلى ألمانيا مدينة آخن غرب ألمانيا في منتصف عام 1971م، حيث انتسب إلى جامعة آخن التقنية، ودرس صناعة الآلات وعمل أثناء الدراسة في توزيع النشرات الدعائية والجرائد. نال شهادة الماجستير عام 1980م في دراسة الهندسة الميكانيكية بتخصّص آلات النسيج، وحصل بعد عامين فقط على وسام صناعة آلات النسيج في ميلانو عام 1982م. وسُجل له في العام نفسه وهو في الحادية والثلاثين من عمره، أوّل اختراع على المستوى الأوروبي، وهو صمّام تغذية الهواء في آلة النسيج. فهو صاحب أول براءة اختراع أوربية لمخترع من مواليد سورية تحت عنوان «وحدة نول لنفاثات نول ذي حدف شعاعي» رقم EP0079999. حصل على شهادة الدكتوراه 1987م حيث عين مباشرةً رئيسًا لقسم الأبحاث والتطوير في شركة دورنييه الألمانية لصناعة آلات النسيج.
حاز على وسام الإبداع لعام 2003م للشركة، ووسام المخترعين للعام نفسه لصاحب أكثر من 70 براءة اختراع وتطوير تم تسجيلها أوربيًا وعالميًا حتى الآن. أحد اختراعاته التي عرضتها الشركة في معرض ITMA 2003 باسم (Easy Leno) (لينو السهل) حيث قام بتسهيل عملية الإنتاج إلى جانب ميزات عديدة أخرى لتخفيض التكاليف ومضاعفة المردود.
أصدر كتيب بالعربية والألمانية عام 2003 حول سيرته الذاتية: عالم من دمشق.
حصل على جائزة تكريمه عالمًا مخترعًا في أيار/ مايو عام 2004م.